# Bamingui-Bangoran

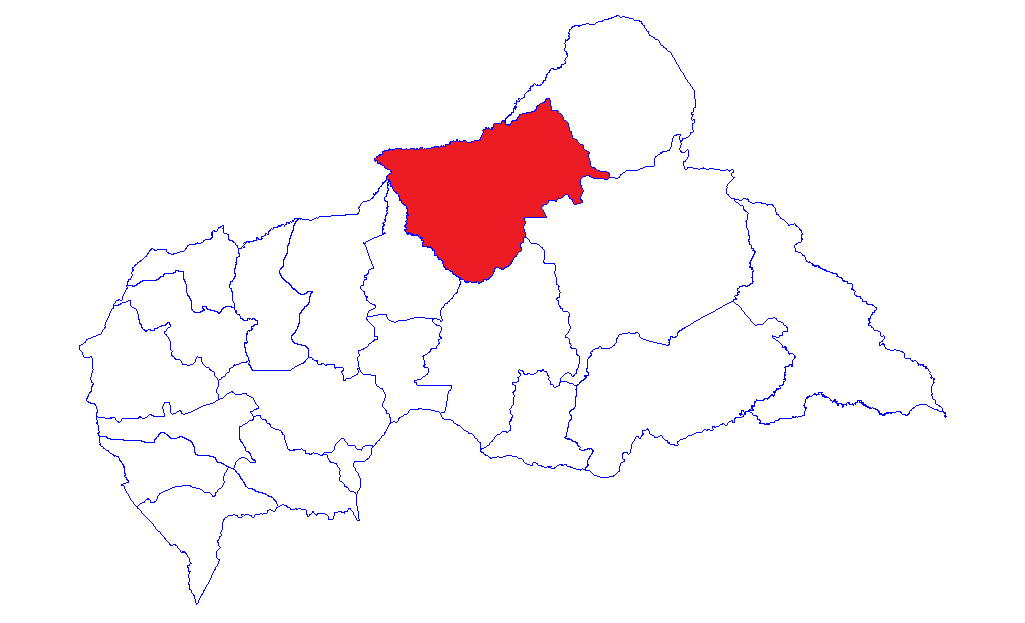
Localização de Bamingui-Bangoran

Bamingui-Bangoran é uma das 20 prefeituras da República Centro-Africana, tendo Ndélé como capital. A região abrange uma área de 58 200 km² e, de acordo com o último censo realizado em 2003, sua população era de 43 229 habitantes. Em 2024, estimativas oficiais apontam que a população chegou a 85 472 pessoas.